# Tyske antarktisekspedition 1938–1939
Den tyske antarktisekspedition 1938–39 var den tredje officielle antarktisekspedition foretaget af det tyske rige. Den blev igangsat af Hermann Göring som en del af Fireårsplanen, og Helmut Wohlthat blev givet i opdrag at lede planlægning og forberedelser. Ekspeditionen blev hovedsagelig gennemført af økonomiske hensyn: ved at søke etter nye fangstfelter for den tyske hvalfangstflåde skulle den tyske afhængighed af import af margarine og fedt reduceres. Planen var at skabe grundlaget for en fremtidig tysk annektering af en sektor i Antarktis, og forberedelserne til ekspeditionen blev gjort i dybeste hemmelighed. Målet med ekspeditionen var området mellem 20° vest og 20° øst.

## Forberedelser
I juli 1938 blev kaptein Alfred Ritscher betroet opgaven at lede en ekspedition til Antarktis. I løbet af få måneder lykkedes det at sammensætte og udruste en ekspedition med det hovedformål at skaffe topografiske kundskaber for den tyske hvalfangstflåde. Samtidig skulle der gennemføres et videnskabeligt program indenfor biologi, meteorologi, oceanografi og jordmagnetisme langs kysten, og der skulle foretages rekognoscering med fly i det da ukendte indland.
Efter som der kun var et halvt år til rådighed for forberedelserne, måtte Ritscher tage til takke med det, som var tilgængeligt af skibe og fly. Efter en hastig ombygning af skibet MS Schwabenland og de to Dornier Wal-vandfly "Boreas" og "Passat" afrejste ekspeditionen fra Hamborg den 17. december 1938.

## Ekspeditionens gennemførelse
Den 19. januar 1939 nåede ekspeditionen frem til Kronprinsesse Märtha Kyst og opdagede hidtil ukendte isfrie bjergområder inde på kontinentet. I løbet af syv rekognosceringflyvninger mellem den 20. januar og den 5. februar 1939 blev der fotograferet et område på 350.000 km². Ved vendepunkterne blev metalpiller med suverænitetsmærker nedkastede for at kunne hævde suverænitet over området. På yderligere otte "specialflyvninger", hvor også Ritscher selv deltog, blev særligt interessante områder filmede og farvefotograferede. Ombord i "Schwabenland" og på havisen ved kysten blev biologiske undersøgelser gennemførte, men udstyret tillod hverken slædeekspeditioner på isshelfen eller landing med vandfly i bjergområderne.
Områderne mellem 10° vest og 15° øst, som ekspeditionen havde observeret fra skib eller fly, blev døbt Neuschwabenland. I mellemtiden havde den norske regering modtaget oplysninger fra hvalfangere om den tyske aktivitet, og den 14. januar 1939 blev sektoren mellem 20° vest og 45° øst erklæret som norsk territorium med navnet Dronning Maud Land.
Ekspeditionen forlod kysten af det antarktiske kontinent den 6. februar 1939 og gennemførte yderligere oceanografiske undersøgelser i området på Bouvetøen og Fernando de Noronha på hjemrejsen. Den 11. april 1939 nåede "Schwabenland" tilbage til Hamborg.

## Videnskabeligt udbytte
I 1942 færdiggjorde Otto von Gruber topografiske kort over det østlige Neuschwabenland i skala 1:50.000 og et oversigtkort over Neuschwabenland. Blandt de nyopdagede områder blev for eksempel Kraulbjergene opkaldt efter ekspeditionens lods Otto Kraul. Behandling af resultaterne fra det vestlige Neuschwabenland blev afbrudt af udbruddet af 2. verdenskrig, og en stor del af de 11.600 skråfotografier gik tabt under krigen.
Ved siden af billederne og kortene, som blev offentliggjort af Ritscher, overlevede kun ca. 600 flyfoto krigen. Disse blev imidlertid ikke genfundet før i 1982. Resultaterne af de biologiske, geofysiske og meteorologiske undersøgelser blev først publicerede mellem 1954 og 1958. Ritscher planlagde en ny ekspedition med mere egnede fly, men på grund af udbruddet af 2. verdenskrig blev denne plan aldrig gennemført.

## Offentlig omtale
Forberedelserne til ekspeditionen blev hemmeligholdte for offentligheden, og det var kun lokalpressen i Hamburg, som bragte en notis om tilbagekomsten. Ekspeditionens geolog, Ernst Herrmann, publicerede i 1941 en populærvidenskabelig bog, som i mere end 60 år var den eneste rapport om ekspeditionen for et bredere publikum. Den knappe information førte til, at der i den følgende tid opstod myter og konspirationsteorier vedrørende ekspeditionen og det nyligt opdagede Neuschwabenland.